# Абрамович, Александр Михайлович
Алекса́ндр Миха́йлович Абрамо́вич (бел. Алякса́ндр Міха́йлавіч Абрамо́віч, 10 апреля 1944, Заболотье, Минская область — 1 декабря 2018) — доктор юридических наук (1986), профессор (1990), Заслуженный юрист Республики Беларусь (1998), член Комитета Конституционного надзора СССР (1991), председатель Центральной комиссии по выборам народных депутатов Республики Беларусь (1992), заместитель руководителя Администрации Президента Республики Беларусь, заместитель председателя Совета Республики Национального собрания Республики Беларусь.

## Биография
Родился 10 апреля 1944 года в деревне Заболотье Несвижского района Минской области.
В 1972 г. окончил юридический факультет Белорусского государственного университета, позже, с 1973 г. — аспирант, младший, старший, ведущий научный работник, выполнял обязанности заместителя отдела Института философии и права АН БССР.
С 1986 г. — доктор юридических наук, тема докторской диссертации: «Государственное управление строительством в СССР». 1990 г. — профессор.
С 1988 г. по 2008 г. является заведующим кафедрой теории и истории государства и права юридического факультета Белорусского государственного университета.
1991—1992 г. — член Комитета Конституционного надзора СССР; а в период с 1992 г. по 1996 г. является председателем Центральной комиссии по выборам народных депутатов Республики Беларусь.
А. М. Абрамович в 1996 г. стал заместителем руководителя Администрации Президента Республики Беларусь. 2004—2008 гг. является заместителем председателя Совета Республики Национального собрания Республики Беларусь.
Профессор долгое время являлся председателем совета по защите докторских диссертаций по юридическим наукам при Белорусском государственном университете, а также возглавлял Комиссию при Президенте Республики Беларусь по помилованию.

## Деятельность
Александр Михайлович внёс большой вклад в разработку правового обеспечения государственного управления инвестиционными процессами на общегосударственных и региональных уровнях, проанализировал взаимоотношения центральных и местных органов государственного управления. Абрамович А. М. организовывал разработки множества кодексов Республики Беларусь. Возглавлял работу по внесению принципиальных изменений в Конституцию Республики Беларусь. Также профессор руководил разработкой правовых аспектов Договора о содружестве Беларуси и России в 1996 г.
Является автором более 100 научных работ, в том числе 5 индивидуальных и нескольких коллективных монографий и книг.

## Награды и звания
- Орден Почёта (23 марта 2004) — за плодотворную работу в органах государственного управления, значительный вклад в подготовку законодательных актов, активную общественную деятельность[4]
- Орден «Знак Почёта»
- Заслуженный юрист Республики Беларусь (1998)
- Почётные нагрудные знаки Высшего Хозяйственного Суда, Прокуратуры Республики Беларусь, Министерства юстиции Республики Беларусь
- Благодарность Президента Республики Беларусь, Экзархата Белорусской православной церкви
- Почётная грамота Белорусского Национального Собрания, Экономического Суда СНГ, Национальной Академии Наук Беларуси и др.